# (33865) 2000 JX15
2000 جاي أكس 15 (ويعرف أيضًا باسم (33865) 2000 جاي أكس 15 وفق تسمية الكوكب الصغير) (بالإنجليزية: 2000 JX15)‏ هو كويكب ضمن حزام الكويكبات؛ وترتيبه 33865 من حيث الاكتشاف.
اكتُشف هذا الجُرم الفلكي بواسطة بحث لنكولن عن الكويكبات القريبة من الأرض في 4 مايو 2000.

## وصلات خارجية
- (33865) 2000 JX15 في قاعدة بيانات مختبر الدفع النفاث لأجرام النظام الشمسي الصغيرة

- الاكتشاف · مخطط المدار ·  العناصر المدارية · المعلمات المادية

- (33865) 2000 JX15 على موقع ويكي سكاي: DSS2, SDSS, GALEX, IRAS, Hydrogen α, X-Ray, Astrophoto, Sky Map, Articles and images